# يانغ وانغ
يانغ وانغ (بالإنجليزية: Yang Wang) هو لاعب رماية نيوزيلندي، ولد في 25 مارس 1976 في خبي في الصين.

## وصلات خارجية
- يانغ وانغ على موقع أوليمبيديا (الإنجليزية)
- يانغ وانغ على موقع اللجنة الأولمبية النيوزيلندية (الإنجليزية)